# Pacifastacus leniusculus
Pacifastacus leniusculus (Dana, 1852), Gambero di fiume americano noto anche come Gambero californiano o Gambero segnalatore o Gambero dal segnale, (Signal crayfish in inglese, Écrevisse signal in francese,  Cangrejo señal o Cangrejo del Pacífico in spagnolo) è una specie di gambero di acqua dolce molto diffusa nel Nordamerica, mentre in Europa è una specie aliena.

## Descrizione

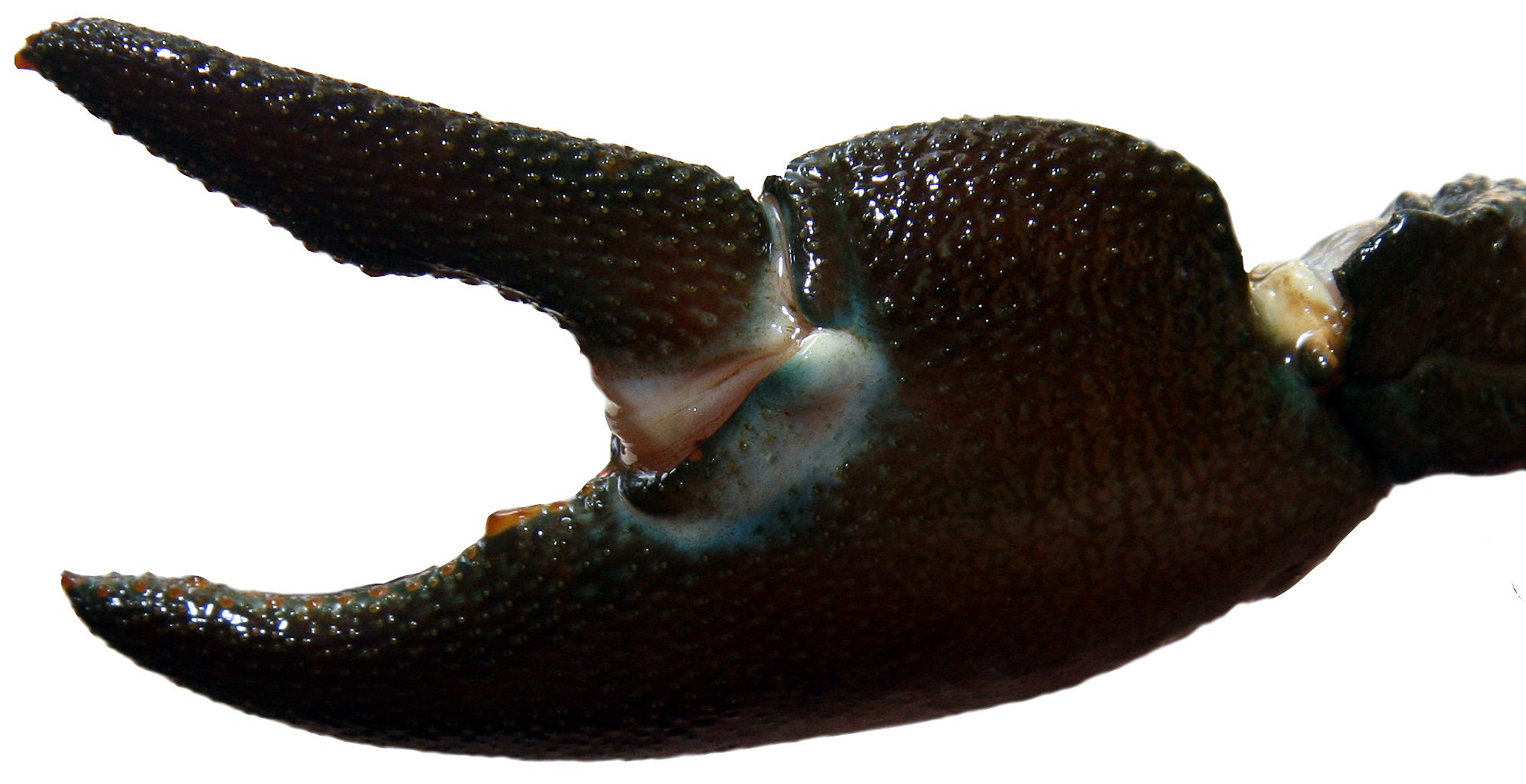
Una chiazza bianca ovale alla giuntura delle ganasce delle chele distingue questa specie.

Con i suoi 12 cm (femmine,  16 cm per i maschi) di lunghezza è simile al gambero di fiume. I maschi, il cui peso può arrivare fino a 200 grammi, sono non solo più grossi ma anche decisamente più pesanti delle femmine, il cui peso non supera gli 80 grammi; inoltre possiedono chele più grandi. La durata della vita dell'animale va dai 7 ai 10 anni.
Il carapace del Signal crayfish è liscio ed al contrario di quello del gambero di fiume non porta spine. Il colore di fondo è marrone, tendente all'oliva. La parte superiore delle ganasce delle chele all'articolazione porta una macchia biancastra, che ne contraddistingue la specie e ne ha anche determinato la denominazione. Il lato inferiore delle chele è rosso e funge, con l'apertura, come colore di avvertimento.

## Alimentazione
Come la maggior parte dei gamberi di acqua dolce è onnivoro e saprofago e divora parti di piante e fogliame. La ricerca del cibo avviene di regola la notte, ma può anche verificarsi, se il crostaceo si sente sicuro, durante le ore del giorno: dipende in particolare dall'offerta di cibo presente nel luogo.

## Riproduzione
L'accoppiamento per la riproduzione ha luogo una volta l'anno in autunno tra ottobre e novembre, favorito da un calo di temperatura. Le uova e poi le larve vengono portate ed accudite dalla femmina e per il mese di maggio i nuovi nati sono autonomi.

## Habitat
Il Signal crayfish vive preferibilmente in corsi d'acqua leggermente alcalini (valori di pH tra 7 e 8) e con durezza piuttosto alta (10–25 °dGH). Poiché esso, al contrario del gambero di fiume, sopporta anche temperature superiori, lo si può trovare anche in acque ferme, come i piccoli laghi. In acqua questo crostaceo sistema egli stesso il suo spazio vitale: sotto grosse pietre o nelle cavità formatesi fra radici, anche se esso non mantiene necessariamente una sua tana abituale, ma dopo la ricerca del cibo può scegliere la sua sistemazione in una cavità diversa da quella da cui è uscito per la ricerca. Esso può anche essere tenuto in un acquario, purché questo sia di dimensioni adeguate. Il suo allevamento in stagni o laghetti non è consigliabile: esso può uscirne e percorrere sul terreno fino a 2 km alla ricerca di un altro corso d'acqua.

## Diffusione
Il Signal crayfish è originario della zona ad ovest delle Montagne Rocciose in Nordamerica. Nel 1960 la decimazione dei gamberi di fiume europei, provocata da un'epidemia causata dall'Oomycota, l'Aphanomyces astaci, ha determinato la sua importazione in Europa (Svezia e Finlandia ) come specie aliena, per riempire i vuoti lasciati da quelli nell'ecosistema.  Tuttavia allora non ci si rese conto che il signal crayfish era un portatore sano della malattia epidemica. Tutte le specie americane portano l'infezione ma essa è letale solo per quelle che sono particolarmente deboli; per le specie europee il contagio fu fatale.
È una specie dominante e si ritiene che la sua introduzione in California nel XIX secolo abbia determinato la scomparsa del Pacifastacus nigrescens (o sooty crayfish) e stia minacciando l'esistenza del Pacifastacus fortis.
Il signal crayfish è ora la specie aliena più diffusa in Europa, distribuita dalla Finlandia alla Gran Bretagna e dalla Spagna alla Grecia. È stata anche osservata sull'Isola di Man, ma non in Irlanda.